# Ceraclea alces
Ceraclea alces is een schietmot uit de familie Leptoceridae. De soort komt voor in het Nearctisch gebied.